# Барроландия

Барроландия на карте штата.

Барроландия (порт. Barrolândia) — муниципалитет в Бразилии, входит в штат Токантинс. Составная часть мезорегиона Западный Токантинс. Входит в экономико-статистический микрорегион Мирасема-ду-Токантинс. Население составляет  5 349 человек на 2010 год. Занимает площадь 713,300 км². Плотность населения — 7,5 чел./км².
Праздник города — 11 января.

## История
Город основан 1 июня 1989 года.

## Демография
Согласно сведениям, собранным в ходе переписи 2010 г. Национальным институтом географии и статистики (IBGE), население муниципалитета составляет:
| Полное население                               | Полное население                               | Полное население                               | Полное население                               | 5 349 |
| ---------------------------------------------- | ---------------------------------------------- | ---------------------------------------------- | ---------------------------------------------- | ----- |
| в том числе:                                   | Городское население                            | 4 479                                          | Процент городского населения, %                | 83,74 |
|                                                | Сельское население                             | 870                                            | Процент сельского населения, %                 | 16,26 |
|                                                | Мужское население                              | 2 758                                          | Процент мужского населения, %                  | 51,56 |
|                                                | Женское население                              | 2 591                                          | Процент женского населения, %                  | 48,44 |
| Плотность населения, чел/км²                   | Плотность населения, чел/км²                   | Плотность населения, чел/км²                   | Плотность населения, чел/км²                   | 7,50  |
| Население муниципалитета в % к населению штата | Население муниципалитета в % к населению штата | Население муниципалитета в % к населению штата | Население муниципалитета в % к населению штата | 0,39  |

По данным оценки 2016 года население муниципалитета — 5 601 житель.

## Статистика
- Валовой внутренний продукт на 2003 составляет 11.213.635,00 реалов (данные: Бразильский институт географии и статистики).
- Валовой внутренний продукт на душу населения на 2003 составляет 2.352,35 реалов (данные: Бразильский институт географии и статистики).
- Индекс развития человеческого потенциала на 2000 составляет 0,719 (данные: Программа развития ООН).

## География
Климат местности: тропический.

## Важнейшие населенные пункты
| № | Населённый пункт | Населённый пункт (порт.) | Категория | Население чел. (2010) | На карте                       |
| - | ---------------- | ------------------------ | --------- | --------------------- | ------------------------------ |
| 1 | Барроландия      | Barrolândia              | город     | 4479                  | 9°50′16″ ю. ш. 48°43′32″ з. д. |
| 2 | 25-ди-Жулиу      | 25 de Julho              | поселок   | 54                    | 9°46′49″ ю. ш. 48°46′10″ з. д. |
| 3 | Понту-Чику       | Ponto Chico              | поселок   | 29                    | 9°52′00″ ю. ш. 48°44′50″ з. д. |